# Монтекристо-де-Герреро (муниципалитет)
Монтекристо-де-Герреро (исп. Montecristo de Guerrero) — муниципалитет в Мексике, штат Чьяпас, с административным центром в одноимённом посёлке. Численность населения, по данным переписи 2020 года, составила 8412 человек.

## Общие сведения
Название муниципалитета составное: Montecristo в честь Иисуса Христа, и Guerrero в честь национального героя Висенте Герреро.
Площадь муниципалитета равна 197,9 км², что составляет 0,3 % от площади штата, а наиболее высоко расположенное поселение Лагуна-дель-Кофре, находится на высоте 1799 метров.
Он граничит с другими муниципалитетами Чьяпаса: на севере, востоке и западе с Анхель-Альбино-Корсо, на юге с Капитан-Луис-Анхель-Видалем и Мапастепеком.

## Учреждение и состав
Муниципалитет был образован 28 июля 1999 года, по данным 2020 года в его состав входит 43 населённых пункта, самые крупные из которых:
| Код INEGI                  | Населённый пункт                                                                                               | Численность населения (2005 год) | Численность населения (2010 год) | Численность населения (2020 год) |
| -------------------------- | --- | -------------------------------- | -------------------------------- | -------------------------------- |
| 117                        | Всего | 6511                             | 6900                             | 8412                             |
| 0001                       | Монтекристо-де-Герреро (исп. Montecristo de Guerrero) 15°41′38″ с. ш. 92°37′09″ з. д. (административный центр) | 2253                             | 2546                             | 3191                             |
| 0023                       | Лагуна-дель-Кофте (исп. Laguna del Cofre) 15°37′40″ с. ш. 92°38′30″ з. д.                                      | 1034                             | 1055                             | 1201                             |
| 0058                       | Сан-Николас-План-де-Аютла (исп. San Nicolás Plan de Ayutla) 15°43′05″ с. ш. 92°36′24″ з. д.                    | 704                              | 761                              | 1032                             |
| 0036                       | Эль-Паленке (исп. El Palenque) 15°37′31″ с. ш. 92°39′20″ з. д.                                                 | 216                              | 243                              | 342                              |
| 0044                       | Пуэрто-Рико (исп. Puerto Rico) 15°39′54″ с. ш. 92°42′42″ з. д.                                                 | 325                              | 322                              | 327                              |
| 0014                       | Эмилиано-Сапата (исп. Emiliano Zapata) 15°38′57″ с. ш. 92°43′21″ з. д.                                         | 278                              | 316                              | 323                              |
| 0032                       | Нуэво-Миленио-Толука (исп. Nuevo Milenio Toluca) 15°41′26″ с. ш. 92°38′10″ з. д.                               | 179                              | 185                              | 260                              |
| 0069                       | Толука (исп. Toluca) 15°38′22″ с. ш. 92°44′16″ з. д.                                                           | 282                              | 227                              | 200                              |
| —                          | Прочие | 1240                             | 1245                             | 1536                             |
| Названия на карте Генштаба | |                                  |                                  |                                  |

## Экономическая деятельность
По статистическим данным 2000 года, работоспособное население занято по секторам экономики в следующих пропорциях:
- сельское хозяйство, скотоводство и рыбная ловля — 85,3 %;
- промышленность и строительство — 5,4 %;
- торговля, сферы услуг и туризма — 6,7 %;
- безработные — 2,6 %.

## Инфраструктура
По статистическим данным 2020 года, инфраструктура развита следующим образом:
- электрификация: 97,9 %;
- водоснабжение: 68,7 %;
- водоотведение: 96,2 %.

## Туризм
В муниципалитете можно заняться дельтапланеризмом или катанием на горных велосипедах.